# Compsocryptus fletcheri
Compsocryptus fletcheri là một loài tò vò trong họ Ichneumonidae.